# Samira Makhmalbaf
Samira Makhmalbaf (Persiano: سمیرا مخملباف; Teheran, 15 febbraio 1980) è una regista iraniana, figlia dello scrittore e regista Mohsen Makhmalbaf. Samira Makhmalbaf appartiene al movimento New wave del cinema iraniano.

## Biografia
All'età di sette anni ha recitato nel film del padre Mohsen Makhmalbaf Il ciclista. Lascia la scuola superiore all'età di 14 anni per imparare le tecniche cinematografiche nella casa di produzione del padre. Nei successivi 5 anni, a partire dall'età di 17 anni ha dapprima diretto due produzioni video, per poi dirigere il film La mela. Un anno dopo, la diciottenne regista è diventata la più giovane del mondo a partecipare alla sezione ufficiale del Festival di Cannes, nel 1998. La mela è stato invitato a più di 100 festival internazionali cinematografici nel lasso di tempo di due anni, mentre giungeva progressivamente sugli schermi di oltre trenta paesi nel mondo.
Nel 1999, Samira completa il suo secondo lungometraggio, intitolato Lavagne e per la seconda volta partecipa alla sezione in gara a Cannes sempre come più giovane regista della manifestazione nel 2000, vincendo il premio della giuria.
Samira successivamente ha diretto un altro film mentre viveva a Kabul, dal titolo Alle cinque della sera. Il suo successivo lavoro, Two-Legged Horse, basato su un lavoro letterario del padre Mohsen, è stato girato in Afghanistan.
Samira Makhmalbaf ha ottenuto diverse nomination a prestigiosi premi, dove ha ottenuto vittorie significative: due volte nominata per la   Palma d'oro al Cannes Film Festival per Panj é asr (Alle cinque della sera) (2003) e Takhté siah (Lavagne) (2001). Ha vinto il  Prix du Jury Cannes, per entrambi i film. Samira Makhmalbaf ha inoltre vinto l'UNESCO Award al Festival di Venezia nel 2002 per 11.09.01 - September 11, e il Sutherland Trophy al London Film Festival per La mela nel 1998. Nel 2003, una giuria di critici del quotidiano britannico The Guardian ha nominato Makhmalbaf tra i migliori quaranta registi attualmente in attività.

## Filmografia
- La mela (1998)
- Lavagne (2000)
- God, Construction and Destruction, episodio di 11 settembre 2001 (11'09"01 - September 11) (2002)
- Alle cinque della sera (Panj è asr) (2003)
- Two-legged Horse (2008)

## Riconoscimenti internazionali
- “Sutherland Trophy”, London Film Festival 1998, GB.
- “International Critics prize”, Locarno Film Festival 1998, Svizzera.
- “Jury's Special prize”, Thessalonica Film Festival 1998, Grecia.
- “Jury's Special prize”, Sao Paulo Film Festival 1998, Brasile.
- “Jury's Special prize”, Independent cinema Festival 1999, Argentina.
- “Critic's prize”, Independent cinema Festival 1999, Argentina.
- “Audience's prize”, Independent cinema Festival 1999, Argentina.
- “Jury Special award”, Sezione ufficiale al Cannes Film Festival 2000, Francia.
- “Federico Fellini Medal”, UNESCO, Parigi, 2000.
- “Francois Truffaut prize”, Giffoni Film Festival in Italia 2000.
- “Giffoni's Mayor Prize “, Giffoni Film Festival, Italia, 2000.
- “Special cultural Prize”, UNESCO, Parigi, 2000.
- “The grand Jury prize”, American Film Institute, Stati Uniti, 2000
- “Jury Special award”, Sezione ufficiale al Cannes Film Festival 2003, Francia.
- "Grand prize from Society of churches of world", Cannes 2003, Francia.
- Golden Peacock, competition (primo premio) per miglior film al 34º International Film Festival of India 2003, India.
- The “Youths' Cinema” Award al 17º International Silver Screen Film Festival a Singapore 2004